# Kwarcyt

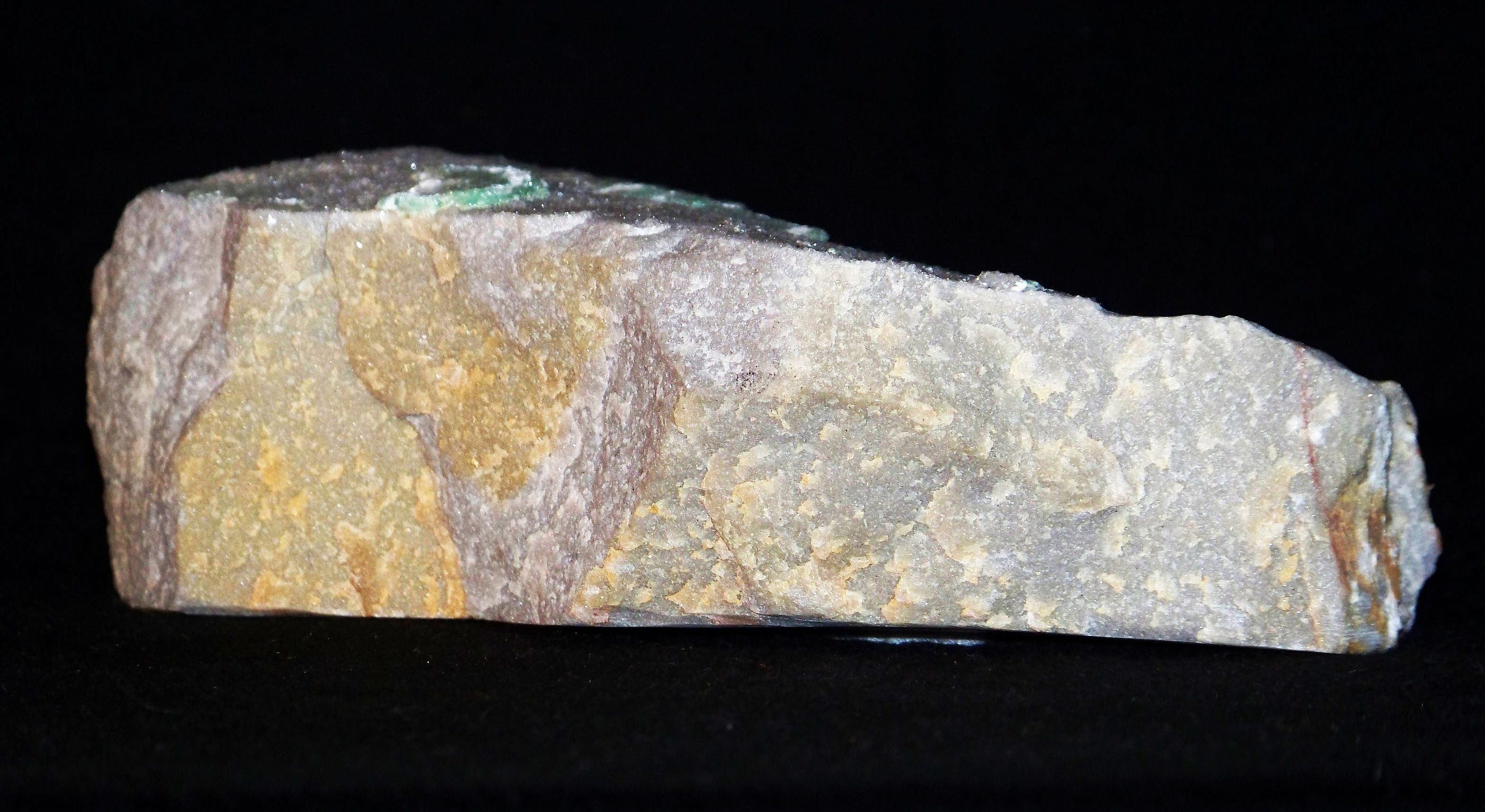
Kwarcyt osadowy, górny kambr, kopalnia Wiśniówka Duża, woj. świętokrzyskie

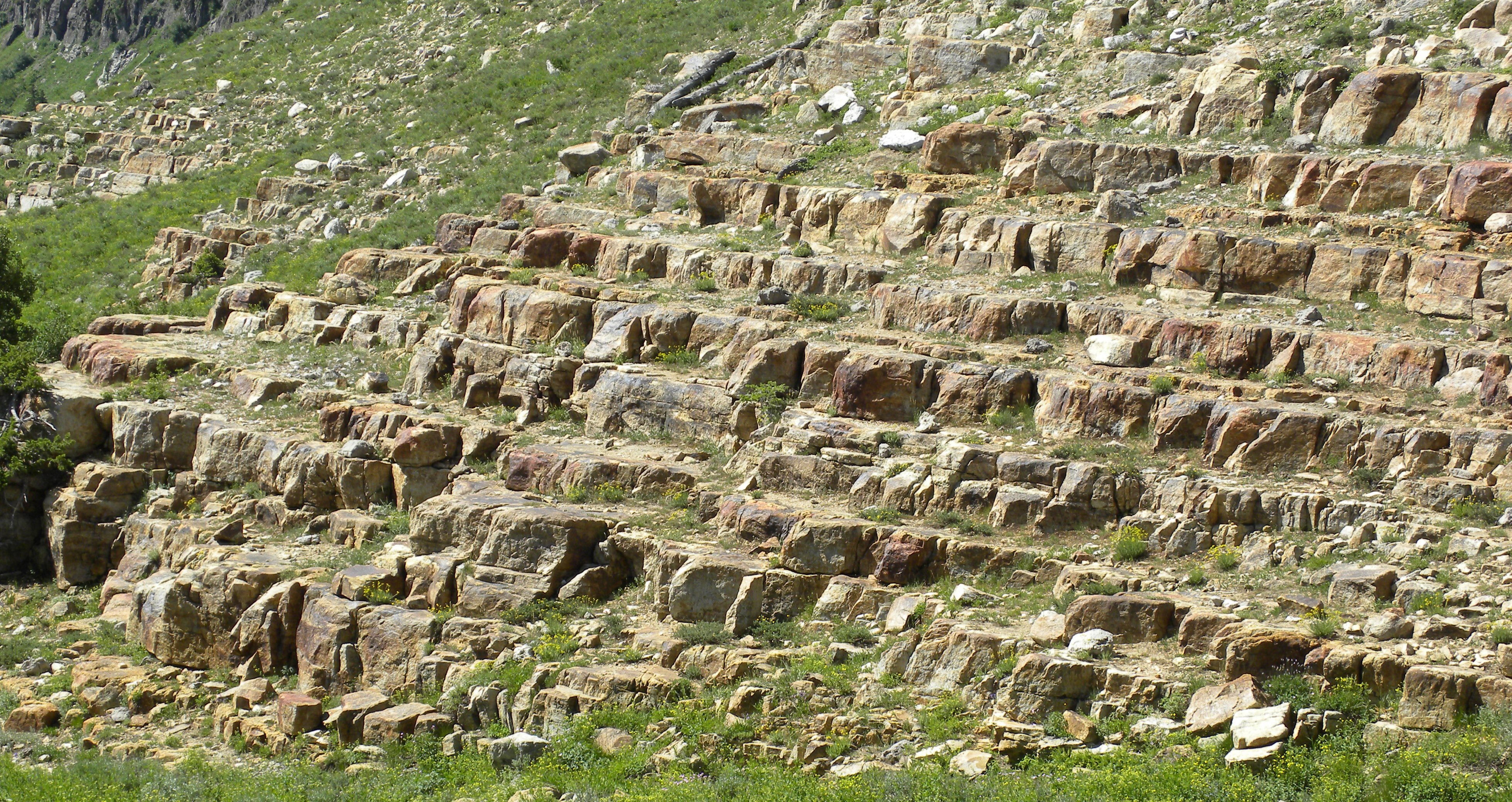
Wychodnia kwarcytu ordowickiego w Utah

Kwarcyt – zwięzła skała, której dominującym składnikiem ziarnistym jest kwarc frakcji piaskowej, a spoiwem rekrystalizowana krzemionka. Kwarcyty charakteryzują się bardzo dużą twardością, spoistością i tym, że ziarna kwarcu nie są dostrzegalne makroskopowo (gołym okiem). Kwarcyty mogą być osadowe (ortokwarcyty) lub metamorficzne (metakwarcyty).
Kwarcyty o genezie metamorficznej powstają na drodze metamorfizmu piaskowców kwarcowych (zbudowanych niemal wyłączne z ziaren kwarcu). Kwarcyty powstają już przy słabym metamorfizmie i przy silniejszym metamorfizmie (w mezozonie i katazonie) nie przechodzą w inny rodzaj skały. W Polsce metakwarcyty występują głównie w masywach metamorficznych Sudetów.
Kwarcyty o genezie osadowej (ortokwarcyty) powstają na drodze silnej rekrystalizacji pierwotnego spoiwa krzemionkowego piasków lub piaskowców kwarcowych w trakcie diagenezy. Gdy rekrystalizacja spoiwa zaszła tylko częściowo, takie mniej twarde skały nazywa się piaskowcem kwarcytowym.
Do kwarcytów osadowych należą górnokambryjskie kwarcyty Gór Świętokrzyskich (formacja piaskowców z Wiśniówki), tworzące główne partie Łysogór i tamtejsze gołoborza.

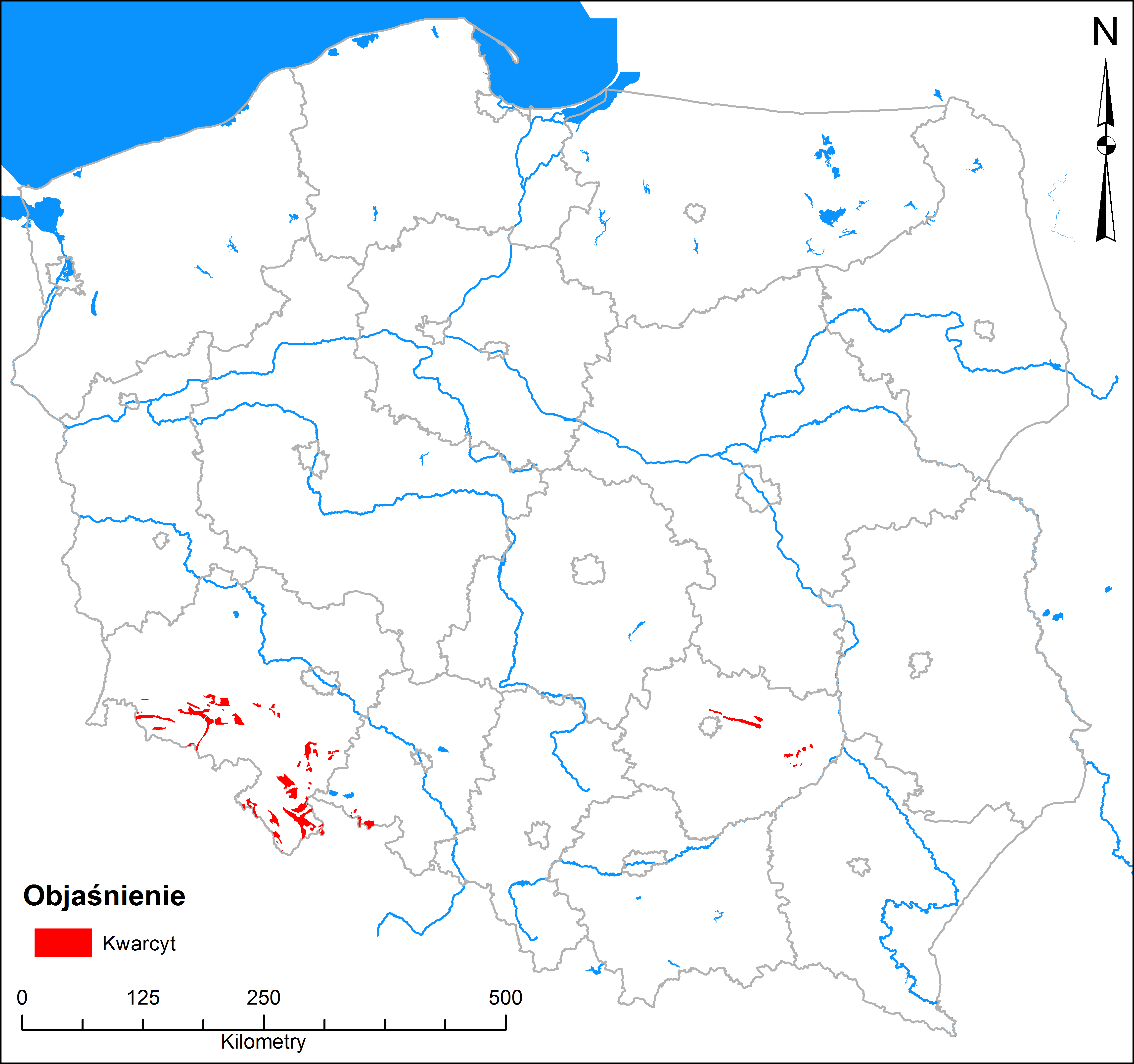
Złoża kwarcytu w Polsce

Kwarcyty bywają jasnoszare, szaroniebieskie, brązowe lub żółto-czerwone.
Kwarcyty są odporne na obróbkę mechaniczną, przewyższając granit.
Mają zastosowanie w przemyśle materiałów ogniotrwałych oraz jako tłuczeń w budownictwie drogowym.